# Class 123
La Class 123 de British Rail est un élément automoteur diesel à unités multiples de type Mark 1 utilisé pour le transport de passagers au Royaume-Uni. 10 rames ont été construites en 1963-1964 par les ateliers de Swindon afin d'assurer des dessertes InterCity dans les Cornouailles. Reléguées aux omnibus à partir de 1970, elles terminent leur carrière en 1984.
Prévues pour circuler en rames de 4 éléments (deux motrices encadrant deux remorques) avec une porte d'intercirculation au niveau des cabines de conduite pour passer d'une rame à l'autre (seule une rame sur deux étant équipée d'une voiture-restaurant), elles circulaient fréquemment en fin de carrière avec des motrices et remorques de la Class 124, le système de commande en unité multiple étant compatible.

## Historique
Cette série d'autorails Intercity à quatre éléments a été conçue pour servir remplacer la traction vapeur sur des trains directs entre la côte sud et le Pays de Galles. Il était envisagé de les doter d'une transmission diesel-électrique à l'instar des autorails des classes 201 à 207 de la région Sud.

## Description
Tout comme les autorails Intercity des classes 124, 126 et leurs prototypes, la carrosserie de chaque élément est basée sur les voitures Mark 1, ce qui les distingue des autres autorails unifiés lesquels empruntent de nombreux éléments aux Mark 1 mais sur un châssis généralement plus court mais le profil en coupe est différent. L'attelage et les tampons sont du même type que le matériel remorqué. Ils présentent une certaine similarité avec les automotrices Mark 1 des British Railways.
À l'instar des autres autorails britanniques de l'époque, la motorisation est positionnée sous le châssis et actionne les essieux moteurs par le biais d'une transmission mécanique. Leur moteur Leyland 902 est d'ailleurs également utilisé sur les camions Leyland Buffalo. Contrairement aux 124 et 126, les bogies sont de type B4, garantissant un roulement de meilleure qualité. L'intérieur n'a rien à envier aux voitures Mark 1 employées sur les trains express en rame tractée ; il n'y a cependant pas de salon panoramique derrière les postes de conduite contrairement à nombre d'autorails contemporains et tous les sièges sont en vis-à-vis. Sauf sur les remorques TCK, les toilettes sont disposées par deux à une extrémité, positionnées de part et d'autre du couloir menant à l'intercirculation.
Un projet de 1967, finalement non-concrétisé, prévoyait de modifier une motrice de la série pour opérer avec un moteur dérivé du turbopropulseur Rolls-Royce RB.53 Dart.
Les types suivants ont été fabriqués :
- DMBSL (Driving Motor Brake Second Open) avec un compartiment à bagages long de 16 pieds 10 pouces derrière le poste de conduite ainsi que deux salles ouvertes de 16 places de seconde classe encadrée par deux vestibules donnant vers l'extérieur ;
- DMSK (Driving Motor Corridor Second) avec trois vestibules de part et d'autre de trois et quatre compartiments de seconde classe de 8 places chacun ;
- TSL (Trailer Second Open) avec deux salles de 32 places et trois paires de portières dans des vestibules séparés, comme sur les voitures Mark 1 correspondantes ;
- TCK (Trailer Corridor Composite) avec à chaque extrémité un vestibule et une toilette encadrant trois compartiments de seconde (aux banquettes à 4 places de front) et quatre compartiments de première (dotés de fauteuils individuels à 3 places de front) ; comme sur les voitures Mark 1 correspondantes,  vestibule médian se trouve côté compartiments alors que côté couloir, il y a deux portes décalées ;
- TSLRB (Trailer Second Open with Buffet) avec d'un côté une salle de 32 places dotée de tables agrandies, au centre une salle à manger avec deux tables "mange debout", deux tables de quatre chaises chacune et une paire de portes auxiliaires suivi par une cuisine avec comptoir plus une toilette réservée au personnel et deux portes de chargement.

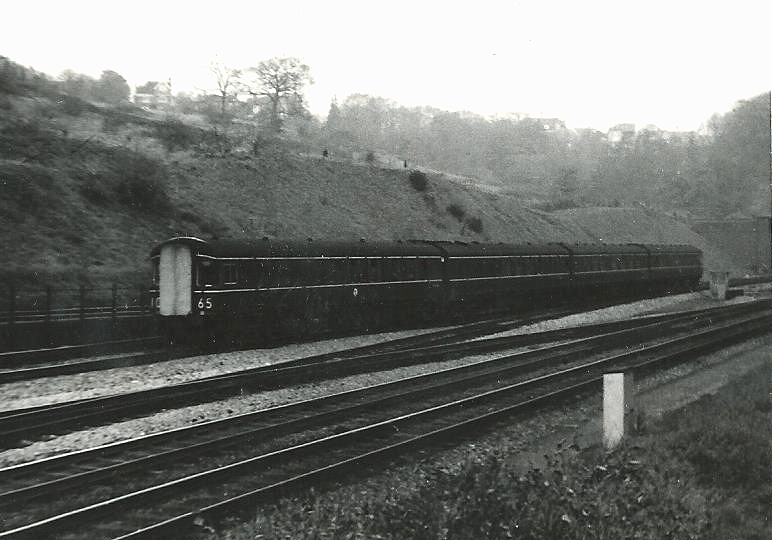
Une rame avec voiture-buffet à Newport en 1965.

La composition prévue était d'une paire de motrices (avec et sans compartiment à bagages) encadrant une remorque TCK et, selon les cas, une TSL ou une TSLRB. Avec l'abandon du service de restauration en 1970 apparaissent des rames triples, ou avec une TSL empruntée à une autre Class 123 puis un panachage de véhicules issues des classes 123 et 124 en fin de carrière. La possibilité de faire fonctionner simultanément jusqu'à 6 motrices pouvait occasionnellement donner lieu à des trains de 8 voitures (une Class 123 quadruple et deux triples).
Sorties d'usine en livrée vert foncé avec un liseré argenté, elles se distinguent des Class 126 pour lesquelles Swindon avait doté les motrices équipées de l'intercirculation de faces avant très utilitaires. Les motrices de la classe 123 ont un aspect plus harmonieux grâce à de grands pare-brise galbés se prolongeant sur les côtés qui sont similaires à ceux des automotrices Class 309. L'intercirculation est présente sur chaque face avant, alors que les 126 et leurs prototypes avaient aussi des motrices à cabine intégrale, et une paire de couvercles peint en jaune recouvrent ce passage lorsqu'il n'est pas utilisé.

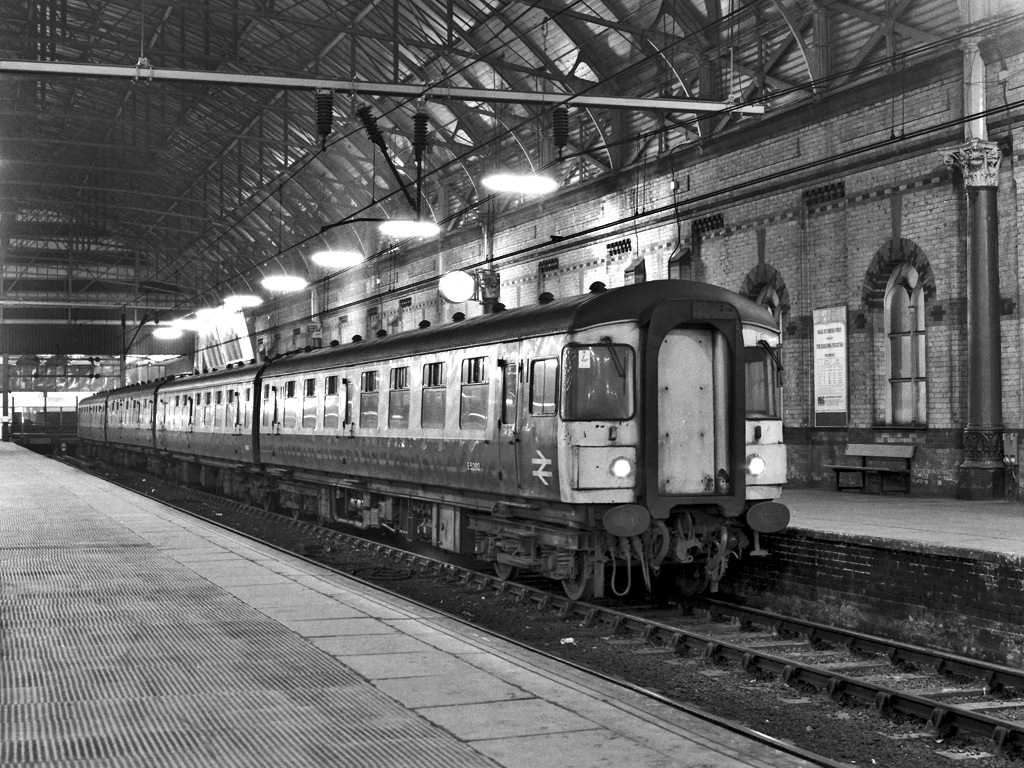
Composition mixte de motrice classe 123 et de remorques classe 124 à Manchester en 1984.

## Exploitation
L’entièreté de la série est affectée au dépôt de Cardiff et sert notamment sur des trains reliant Swansea à Crewe via Birmingham, Derby et Sheffield ainsi que des dessertes vers Bristol ou Portsmouth qui deviennent leur terrain d'action principal à partir de 1965.
Elles déménagent début 1967 vers le dépôt de Reading d'où elles sont utilisées en direction de Londres (Paddington), d'Oxford ou de Newbury. Sur ces dessertes, le service de restauration à bord est jugé superflu et les cinq rames équipées perdent leur remorque buffet en 1970. Ces véhicules pourtant récents sont ferraillés sauf une remorque transformé en mess/dortoir ambulant pour les trains de chantier et une incorporée à une automotrice Class 309 dont la remorque-restaurant d'origine avait dû être réformée à la suite d'un accident ; ces deux véhicules disparaissent à leur tour dans les années 1980. Occasionnellement, des échanges de remorques et de motrices ont lieu pour augmenter la capacité des rames ayant perdu leur remorque-restaurant et d'autres autorails (dont des Class 117 à portières latérales) leur sont couplés.
Elles retournent à Cardiff en 1976 afin de remplacer les rames tractées sur les dessertes vers Crewe mais leur utilisation prend fin au bout de 2 ans et plusieurs éléments en mauvais état sont radiés. Les autres sont regroupés au dépôt de Hull Botanic Gardens aux côtés des Class 124, mécaniquement similaires, et opèrent sur les Intercity Trans-Pennines. Les éléments en état de marche sont assemblés en rames quadruples, utilisant de plus en plus des remorques et motrices de la classe 124 jusqu'à leur retrait en 1984. Neuf assemblages d'une motrice DMBSK avec une motrice DMC issue de la classe 124 ont été réalisés au cas où les nouveaux Class 141 "Pacer" venaient à connaître des soucis de fiabilité mais ces rames de réserve ne rouleront jamais en service commercial.
Toutes les motrices et remorques de la classe 123 ont été ferraillées. Leurs moteurs ont été prélevés pour l'entretien des autorails à portières latérales de la Class 115.